# Neklan
Neklan je bil šesti od sedmih čeških mitskih knezov med (prav tako mitskim) ustanoviteljem dinastije Přemyslidov Přemyslom Oračem in prvim zgodovinskim knezom Bořivojem I. Imena knezov so bila prvič zapisana v Kozmovi Češki kroniki in nato prenesena v zgodovinske knjige 19. stoletja, vključno z Zgodovino češkega naroda na Češkem in Moravskem Františka Palackega. Po izročilu je bil Hostivit  oče prvega zgodovinskega  kneza Bořivoja. Po Dalimilovi kroniki je imel dva sinova: Hostivita in Děpolta.
Teorijo o številu knezov podpirajo freske na stenah Rotunde svete Katarine v Znojmu na Moravskem. Anežka Merhautová se s tem ne strinja in trdi, da freske prikazujejo vse člane dinastije Přemyslidov, vključno z mlajšimi moravskimi knezi.

## Ime
Ime Neklan izvira iz staroslovanske besede klát, ki pomeni prikloniti se, kateri je dodana predpona ne- (ne).
Záviš Kalandra je menil, da so imena sedmih knezov skrivnostna imena staroslovanskih dni v tednu. Ker je bil šesti dan v tednu Vojen, postanejo njegovi dokazi neskladni.  Druga teorija pravi, da so imena nastala po pomoti iz sicer celovitega, vendar delno prekinjenega starega slovanskega besedila.[4].</ref>

## Legenda v KozmoviKroniki
Nekoč je Vlastislav, knez Lučanov, s središčem v Žatcu ob reki Ohři, začel vojno proti Neklanu in oblegal njegov grad Levý Hradec. Neklan ni želel vojne v svoji državi, zato je hotel z Vlastislavom skleniti mir. Njegov vodnik in drugi najmočnejši človek v čeških taborih, bojevnik po imenu Tyr, ga je prepričal, da mu posodi svoj oklep. Tyr je šel v vojno namesto Neklana, kot Patrokel nekoč namesto Ahila. V Turskem se je vnel hud boj, v katerem je Tyr umrl, zmagali pa so Čehi. Lučani so bili pobiti, razen enega, ki je po navodilih čarovnice pobegnil z bojišča.